# Héctor el Bulldog
Héctor es un bulldog, que compone la pequeña familia de mascotas de la Abuelita, junto con el gato Silvestre y el canario Piolín. Una característica de este personaje es que su cometido, en las caricaturas de la década de 1950 y la de 1990 (cuando aparece en la serie televisiva "Los Misterios de Silvestre y Piolín") es impedir que Silvestre se coma al canarito Piolín, posterior castigo de la Abuelita, por medio de paraguazos. Aunque muchas veces este personaje consigue (sea por accidente o con motivo) otros logros, además del ya mencionado.
- Datos: Q2544869